# Police Academy 3: Back in Training
Loca academia de policía 3: De vuelta a la escuela o Locademia de Policía 3: De vuelta a la escuela es una comedia de 1986 dirigida por Jerry Paris y la segunda secuela de la Loca academia de policía.
La mayoría de actores que participaron en las dos primeras películas aparecen interpretando sus respectivos papeles, entre quienes se encuentran de la primera película: Leslie Easterbrook como Debbie Callaghan, Scott Thomson y Brant von Hoffman como Chad Copeland y Kyle Blanks respectivamente, Debralee Scott como la esposa de Fackler (en la película como cadete) y Georgina Spelvin que repite el papel de prostituta de la primera película.   
Como novedades en el reparto, reaparecen de la anterior secuela Zed y Sweetchuck Bobcat Goldthwait y Tim Kazurinsky respectivamente como nuevos cadetes, Brian Tochi como Nogata.

## Argumento
El Gobernador Neilson (Ed Nelson) anuncia recortes de presupuesto en las dos academias de policía de la ciudad por lo que una de ellas debe cerrar,o bien la de Lassard (George Gaynes) o la de Mauser (Art Metrano), esta noticia pilla a todos por sorpresa menos a este último que al saber la suerte que puede correr cualquiera de las academias no duda en intentar meterse al gobernador en el bolsillo por todos los medios posibles. El jefe Hurst (George R. Robertson) decide crear una competición entre ambos centros de reclutamiento para ver cual mantiene abiertas las puertas, las pruebas estarán vigiladas por un comité de evaluación, Mauser, con la ayuda de Copeland y Blankes (Scott Thomson y Brant von Hoffman) buscan sabotear a la academia de Lassard e hipocritamente demuestran lealtad al comandante de la misma academia en busca de ganar la simpatía para que no se de cuenta del plan.
Así el Cmdte. Eric Lassard llama a sus antiguos cadetes (ahora Sargentos en activo) a que le ayuden con el problema, incrementado al tener que encargarse de la llegada de nuevos cadetes, entre los que se encuentran:
- Zed (aunque ya reformado) (Bobcat Goldthwait)
- Sweetchuck (antes ciudadano, decide entrar a la academia por propia mano) (Tim Kazurinsky)
- la Sra. Fackler (La esposa del oficial que se oponía a que fuese a la academia pero acaba yendo más por imponer su voluntad ante su esposo) (Debralee Scott),
- Hedges (Un chico de clase alta que decide por propia mano ser policía) (David Huband),
- Bud Kirkland (cuñado de Tackleberry que posee habilidad para pelear) (Andrew Paris),
- Karen Adams (una ciudadana que también decide ser policía) (Shawn Weatherly)
- Nogata (Brian Tochi) de nacionalidad japonesa procedente de Tachikawa, (en un principio debía ir a la academia de Mauser pero la pobre imagen que dio a su instructor hizo que fuera enviado a la de Lassard, porque "no necesitaban alguien que les enseñara a usar palillos orientales")

Con todo esto, Los agentes Mahoney (Steve Guttenberg), Jones (Michael Winslow), Tackleberry (David Graf), Fackler (Bruce Mahler), Hightower (Bubba Smith), Hooks (Marion Ramsey) y la Sgt. Callahan (Leslie Easterbrook) son los encargados de entrenarles mientras son evaluados por el comité. siendo algunos entrenamientos bastante peculiares pero que de una u otra forma logran sortear con relativo éxito. de la misma forma se muestra que el Sr. SweetChuck quería renunciar debido a la actitud de su compañero de habitación pero es convencido por el Sargento Tackleberry de no hacerlo además ofreciéndose a entrenarlo mucho mejor para convertirlo en un elemento apto para ello.
Lamentablemente las cosas no pintan bien para los hombres de Lassard, ya que no terminan de convencer al comité evaluador. Siguiendo con el plan de amaño de Mauser desde el interior, Copeland y Blankes deciden sacar a patrullar a los cadetes aun a pesar de no estar preparados, como resultado del plan, la Cadete Fackler vigilada por Hooks en todo momento destrozan un coche patrulla y otro particular, por otro lado, Zed se encarga de hacer la ronda a pie junto a una evaluadora, la cual está atemorizada por el comportamiento algo agresivo del cadete, finalmente los dos son interceptados por su antigua banda aunque el propio Zed le dice a la señora que no tema. A la noche, Mahoney trata de consolar a los novatos mientras Mauser y Proctor se jactan de ellos. Lejos de caer en provocaciones y después de gastarle "una broma" con cinta adhesiva, Mahoney se dirige con unas palabras que calan hondo, por lo que los novatos empiezan a mejorar.
Finalmente llega la última etapa de la competición, la cual consiste en una prueba en la que dos cadetes (uno de cada academia) trabajen en equipo a pesar de las negativas de Mauser (por cuestión de rivalidad) y Mahoney (porque con el cadete Hedges (David Huband) van dos de los hombres de Mauser que según Proctor valen por dos), mientras se inicia la prueba, el gobernador ofrece una recepción con invitados, lamentablemente las cosas van a peor cuando un grupo de secuestradores irrumpen la gala y secuestran al hombre, cuando Hedges avisa a central(aunque termina también secuestrado por ellos pero se ve libre cuando sabe que llegaran los refuerzos), de este modo Lassard decide dejar de lado la competición y asistir en ayuda de su subordinado, palabras que enorgullecen a Mahoney y a su equipo, por otro lado, Mauser piensa que el secuestro es un ardid de Mahoney para ganar tiempo hasta que descubren que la cosa es seria, así ellos tratan de llegar a la acción pero no lo logran o en si parece ser que lo logran pero no participan en la refriega.
Mahoney y los chicos buscan liberar a los rehenes y al gobernador, para ello entre sus cadetes y ellos mismos usan varias estrategias, como Jones y Nogata con técnicas de Karate y Judo logran neutralizar a 2 de ellos, Hightower derriba a uno de ellos, similar que Bud quien usa su habilidad para pelear la cual sirvió de mucho, Zed por su parte al haber sido pandillero no vacila en usar su habilidad ídem incluso golpeando por error a Sweetchuck y así todos van venciendo exitosamente a la peligrosa banda, y después de unos minutos tras una persecución por el mar consiguen salvarle la vida, finalmente, el comité toma una decisión final, los cadetes demostraron una gran valía y se han impuesto a la academia de Mauser (demostrado porque ambos cadetes de él terminaron desmayados) por lo que finalmente Lassard salva su puesto agradeciendo a todos el valor demostrado, no solo a sus hombres que ayudaron en el entrenamiento si no también a los Cadetes que demostraron también ese coraje y entrega para superar las adversidades como oficiales profesionales.
Posteriormente en escena final los cadetes (ya graduados como agentes) saludan a la cámara en un ademan formal en marcha.

## Reparto
| Actor               | Personaje                     | Notas |
| ------------------- | ----------------------------- | ----- |
| Steve Guttenberg    | Carey Mahoney                 |       |
| Michael Winslow     | Larvell Jones                 |       |
| David Graf          | Eugene Tackleberry            |       |
| Bubba Smith         | Moses Hightower               |       |
| Marion Ramsey       | Laverne Hooks                 |       |
| Bruce Mahler        | Douglas Fackler               |       |
| Leslie Easterbrook  | Sgt. Debbie Callaghan         |       |
| George Gaynes       | Cte. Eric Lassard             |       |
| George R. Robertson | Jefe Henry Hurst              |       |
| Debralee Scott      | Sra. Fackler (cadete Fackler) |       |
| Bobcat Goldthwait   | Zed                           |       |
| Tim Kazurinsky      | Sweetchuck                    |       |
| Andrew Paris        | Bud Kirkland                  |       |
| Scott Thomson       | Chad Copeland                 |       |
| Brant von Hoffman   | Kyle Blankes                  |       |
| Art Metrano         | Cte Mauser                    |       |
| Lance Kinsey        | Proctor                       |       |
| Georgina Spelvin    | Prostituta                    | Cameo |
| Brian Tochi         | Tomoko Nogata                 |       |
| Shawn Weatherly     | Karen Adams                   |       |
| David Huband        | Hedges                        |       |
| Ed Nelson           | Gobernador Neilson            |       |

## Doblaje
| Personaje                   | Actor original      | Actor de doblaje                  |
| --------------------------- | ------------------- | --------------------------------- |
| Sargento Carey Mahoney      | Steve Guttenberg    | Adrián Fogarty                    |
| Comandante Eric Lassard     | George Gaynes       | Francisco Colmenero               |
| Comandante Mauser           | Art Metrano         | Bernardo Ezeta                    |
| Capitán Proctor             | Lance Kinsey        | Herman López                      |
| Teniente Debbie Callahan    | Leslie Easterbrook  | Magda Giner                       |
| Sargento Moses Hightower    | Bubba Smith         | Álvaro Tarcicio                   |
| Sargento Eugene Tackleberry | David Graf          | Arturo Casanova                   |
| Sargento Eugene Tackleberry | David Graf          | Humberto Vélez (algunos diálogos) |
| Sargento Laverne Hooks      | Marion Ramsey       | Ángela Villanueva                 |
| Sargento Douglas Fackler    | Bruce Mahler        | Yamil Atala                       |
| Sargento Larvell Jones      | Michael Winslow     | Carlos de Pavía                   |
| Karen Adams                 | Shawn Weatherly     | Maru Guerrero                     |
| Sargento Chad Copeland      | Scott Thomson       | Ricardo Mendoza                   |
| Sargento Kyle Blankes       | Brant von Hoffman   | César Izaguirre                   |
| Cadete Zed                  | Bobcat Goldthwait   | Humberto Vélez                    |
| Cadete Fackler              | Debralee Scott      | Rommy Mendoza                     |
| Cadete Carl Sweetchuck      | Tim Kazurinsky      | Mario Raúl López                  |
| Cadete Nogata               | Brian Tochi         | Javier Rivero                     |
| Cadete Bud Kirkland         | Andrew Paris        | Carlos Íñigo                      |
| Señor Kirkland              | Arthur Batanides    | Alejandro Villeli                 |
| Gobernador Neilson          | Ed Nelson           | Luis Puente                       |
| Comisionado Hurst           | George R. Robertson | Sergio Barrios                    |
| Presentación                | N/A                 | Enrique Perera                    |